# Le Duel silencieux
Pour plus de détails, voir Fiche technique et Distribution.
Le Duel silencieux (静かなる決闘, Shizukanaru kettō) est un film japonais réalisé par Akira Kurosawa, sorti en 1949.

## Synopsis
1944, dans un hôpital de l'armée. Par une nuit pluvieuse, le jeune docteur Kyoji Fujisaki opère un soldat touché d'une balle dans le ventre. Débordé par son travail, et ayant retiré ses gants durant l'opération, il se coupe au doigt avec un scalpel. Le lendemain, il apprend que son patient était atteint de la syphilis, et des examens confirment qu'il est lui aussi atteint par la maladie. Deux ans plus tard, de retour à Tokyo, il rejette par conscience morale la femme qu'il devait épouser.

## Fiche technique
- Titre : Le Duel silencieux
- Titre original : 静かなる決闘 (Shizukanaru kettō?)
- Réalisation : Akira Kurosawa
- Scénario : Senkichi Taniguchi et Akira Kurosawa d'après une pièce de théâtre de Kazuo Kikuta[1]
- Musique : Akira Ifukube
- Société de production : Daiei
- Pays d'origine : Japon
- Langue originale : japonais
- Format : noir et blanc - 1,37:1 - son mono - 35 mm
- Genre : drame
- Durée : 95 minutes[2] (métrage : 9 bobines - 2591 m[2])
- Date de sortie :
  - Japon : 13 mars 1949[2]

## Distribution
- Toshirō Mifune : le docteur Kyoji Fujisaki
- Takashi Shimura : le docteur Konosuke Fujisaki
- Miki Sanjō : Misao Matsumoto
- Kenjirō Uemura : Susumu Nakada
- Chieko Nakakita : Takiko Nakada
- Noriko Sengoku : l'apprentie infirmière Rui Minegishi
- Jyonosuke Miyazaki : le caporal Horiguchi
- Isamu Yamaguchi : le policier Nosaka
- Shigeru Matsumoto : le garçon à l'appendicite
- Hiroko Machida : l'infirmière Imai
- Kan Takami : un laborantin
- Kisao Tobita : le garçon à la typhoïde
- Shigeyuki Miyajima : un officier
- Tadashi Date : la père du garçon à l'appendicite
- Etsuko Sudo : la mère du garçon à l'appendicite